# Hum (żupania istryjska)
Hum – miasto w Chorwacji, w żupanii istryjskiej, w mieście Buzet. Jest położone w centralnej Istrii, około 9 km na południowy wschód od Buzetu. Jest najmniejszym miastem na świecie. W 2018 roku liczyło 28 mieszkańców.

## Historia
Prapoczątki miasta, leżącego u nasady półwyspu Istria, na terenie, który przez wieki był pograniczem, wiązane są z XI wiekiem. Wówczas obszar ten należał do Państwa Frankońskiego i z inicjatywy poszczególnych władców – feudałów – powstały lokalne twierdze.
Pierwsza wzmianka o mieście Hum pochodzi z dokumentów z 1102 roku. Wówczas nosiło nazwę Hlm, zaś dokumentach nosiło łacińską nazwę Cholm, która pochodziła od włoskiej nazwy Colmo, co w języku polskim oznacza „grzbiet”, „wzgórze” lub „pagórek”. Twierdza, a raczej rodzaj strażnicy usytuowana została na wzgórzu o podłużnym kształcie, wydatnie wyniesionym ponad obszarem źródliskowym rzeki Mirna.
Przez większość dziejów Hum znajdował się na obszarze nadgranicznym, w związku z czym funkcja obronna stanowiła praktycznie rację bytu tego ośrodka. Najważniejszym obiektem w Hum był zamek, do którego przylegał niewielki zespół domów otoczonych murem. Ze względu na szczupłość miejsca i konieczność skutecznej obrony, powierzchnia miasteczka nigdy nie przekroczyła 0,5 ha. Oprócz zamku w mieście ulokowano kościół parafialny, dzwonnicę, kilkanaście domów – w tym budynek pełniący funkcję ratusza. Już poza murami, w XII wieku wzniesiono niewielki kościół pod wezwaniem Św. Hieronima, otoczony cmentarzem. Obronność miasteczka niekiedy okazywała się skuteczna, ale bywało ono także zdobywane przez napastników lub trawione pożarami.
W XII wieku stała się posiadłością patriarchów akwilejskich. W latach 1153–1248 Hum był częścią Księstwa Meranii. Od 1412 miasto przeszło pod panowanie Republiki Weneckiej. W 1552 roku w ramach obrony miasta obok bramy miejskiej wybudowano dzwonnicę i wieżę strażniczą. W czasie wojny 1612-1618 miasto zostało spalone, a następnie odbudowane. Pod koniec XVIII wieku Hum znalazł się pod panowaniem Cesarstwa Austriackiego.
W 1802 r. na miejscu starego kościoła burmistrz Juraj Gržinića wybudował drugi kościół, pod wezwaniem Wniebowzięcia NMP z klasycystyczną fasadą.
W 1918 roku miasto zostało zdominowane przez ludność pochodzenia włoskiego. W tym okresie miasto liczyło nawet 450 mieszkańców. Prawie wszyscy opuścili to miejsce, uciekając przed partyzantką pod dowództwem Tito. Od 1991 roku Hum jest częścią Chorwacji.
Do początków XX wieku w mieście zachowano umiejętność posługiwania się głagolicą. W kościele Wniebowzięcia NMP zachowały się ścienne pisma głagolickie, napisane w okresie formacyjnym głagolicy (druga połowa XII wieku) i są jednym z najstarszych przykładów chorwackiej kultury literackiej w średniowieczu. W miejskim muzeum można obejrzeć kilka pism głagolickich.
W czerwcu corocznie organizuje się tu festyn z okazji Dni Hum. W czasie festynu wybierany jest nowy burmistrz miasta.

## Zabytki
- Kościół św. Hieronima
- Kościół Wniebowzięcia NMP
- Dzwonnica z 1552 r.
- Zachowany średniowieczny układ urbanistyczny miasta wraz z murami oraz główną bramą miejską
- Stacja kolejowa

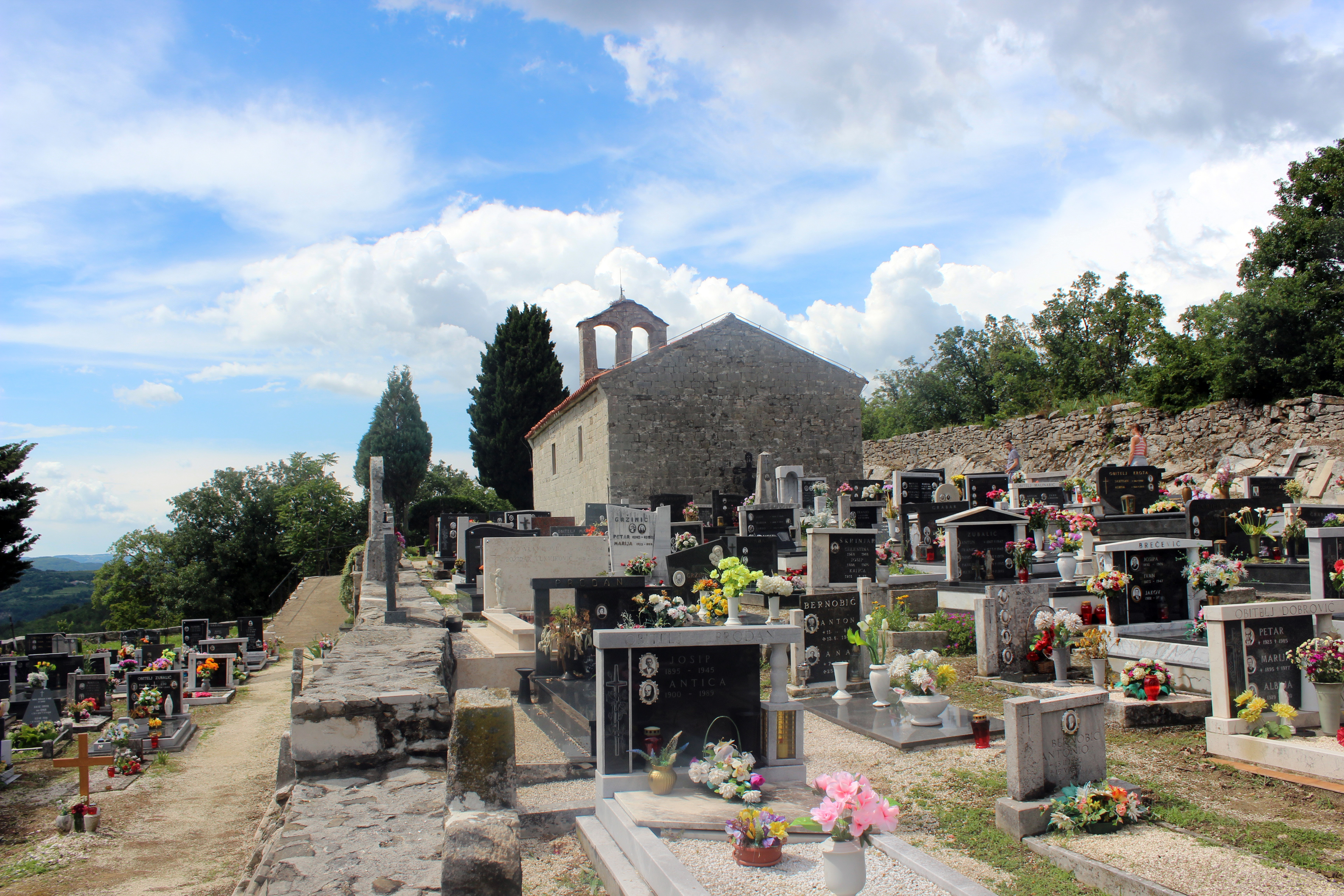
Kościół św. Hieronima
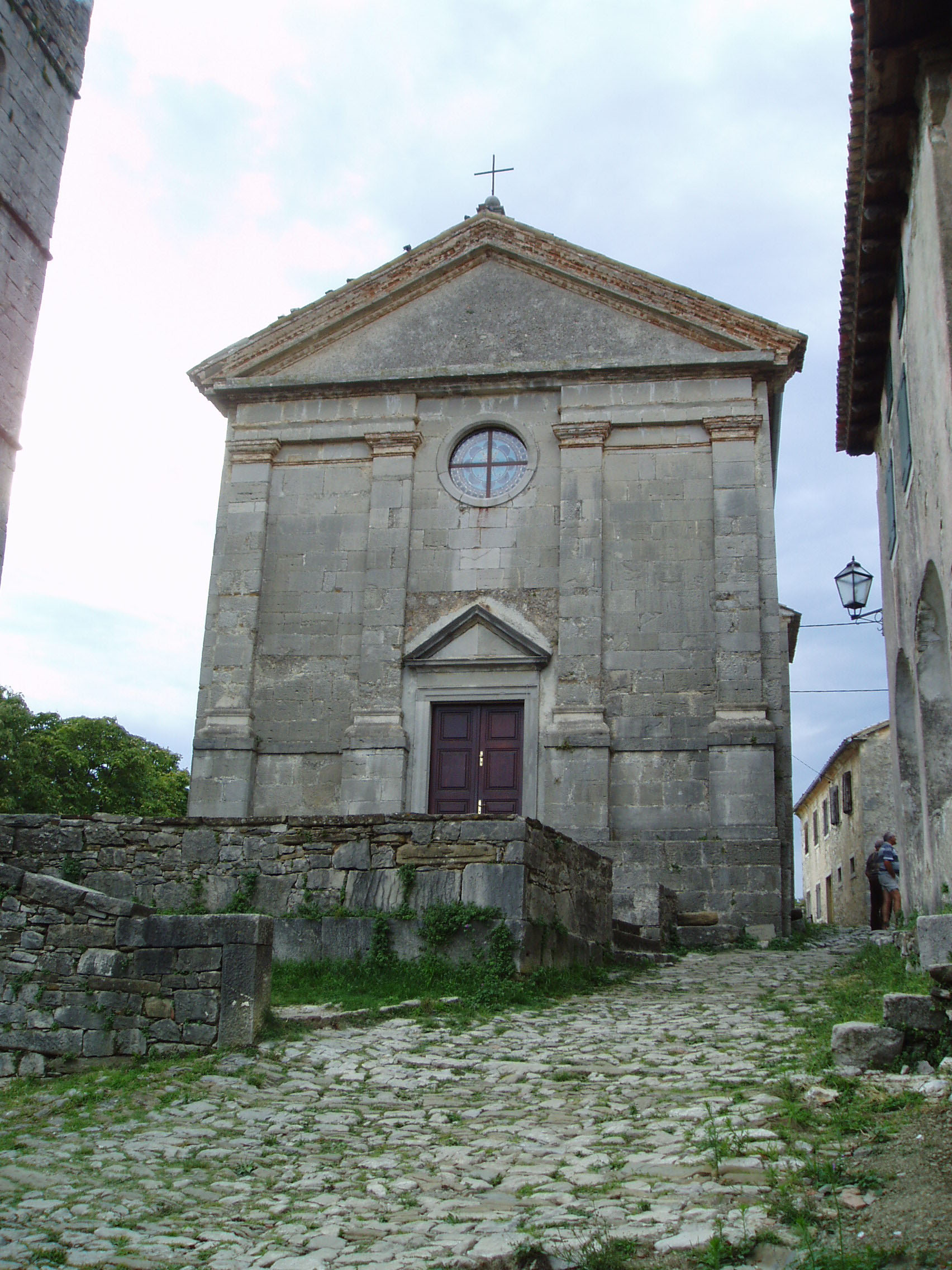
Kościół Wniebowzięcia NMP
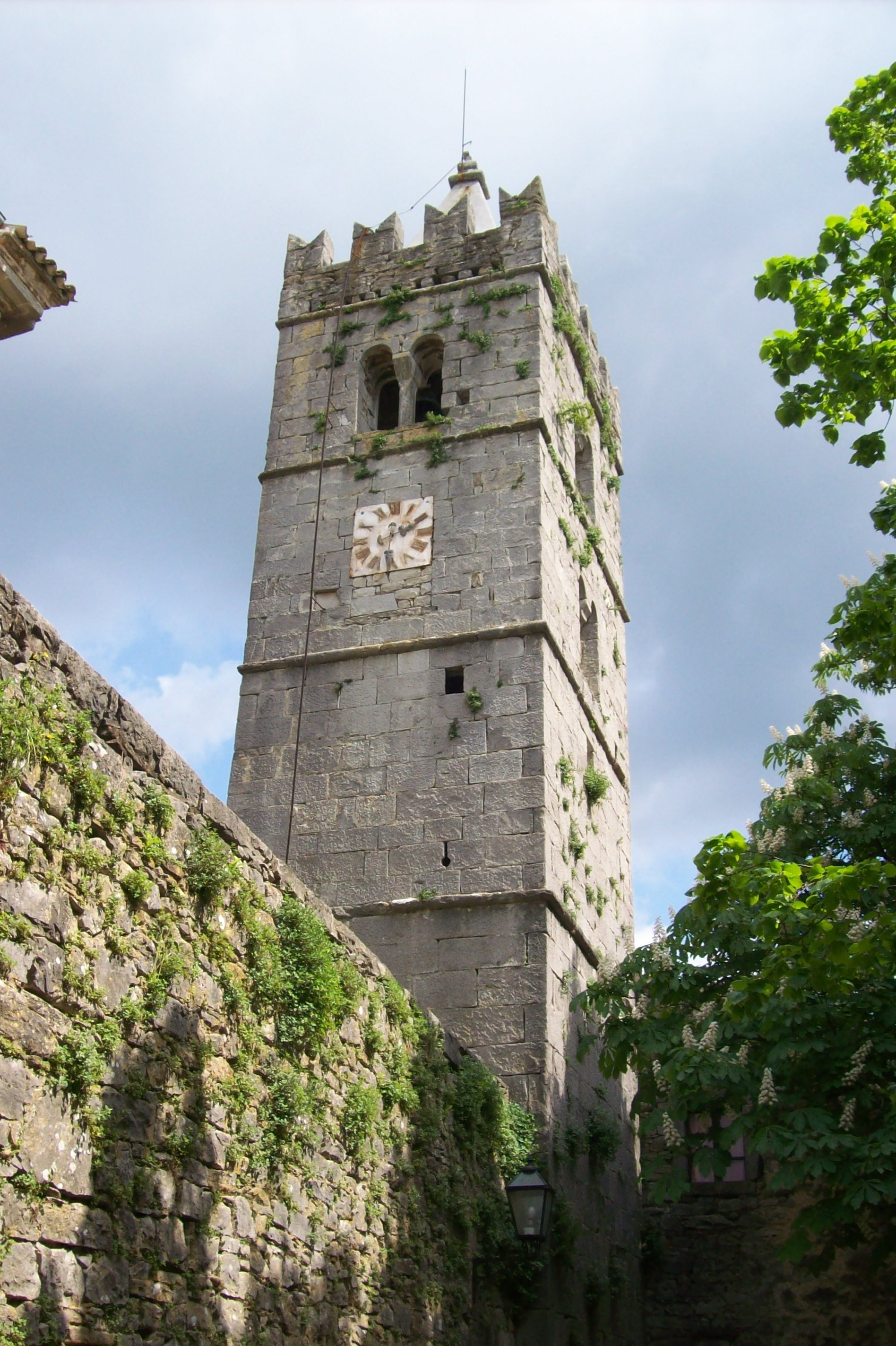
Dzwonnica
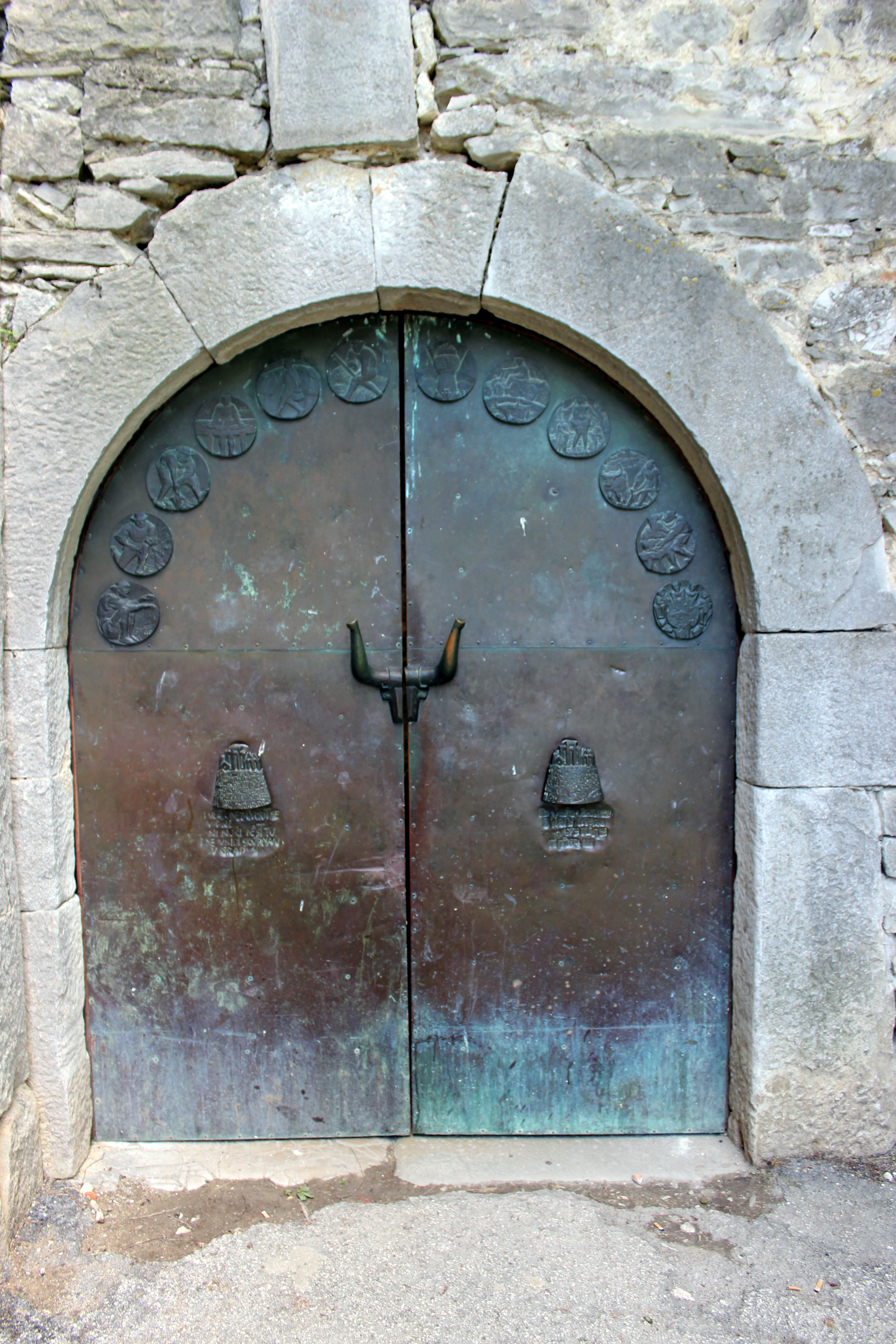
Brama miejska
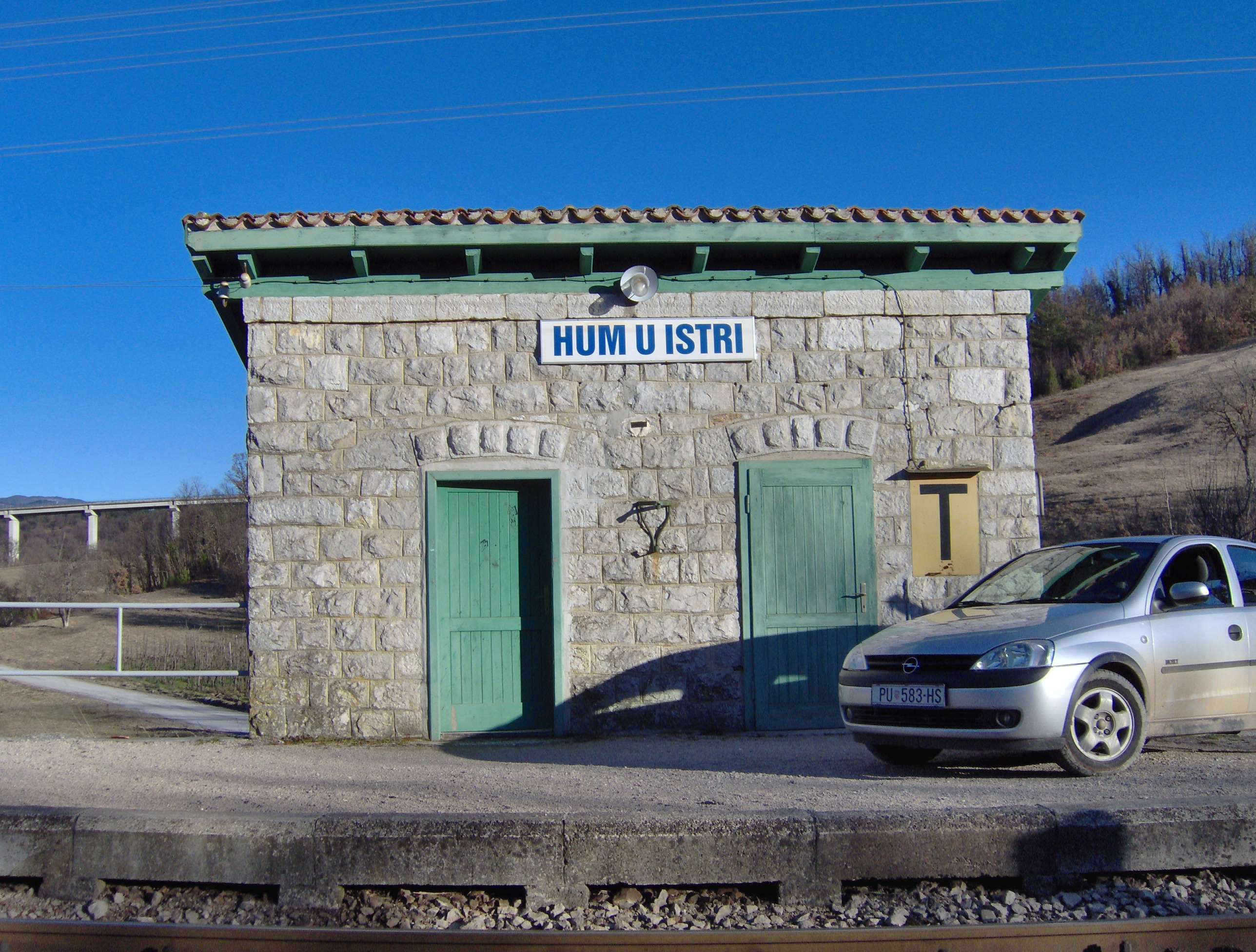
Stacja kolejowa